# Cătina (Cluj)
Cătina [ˈkətina] (veraltet Cetina; ungarisch Katona) ist eine Gemeinde im Kreis Cluj, in der Region Siebenbürgen in Rumänien.

## Geographische Lage

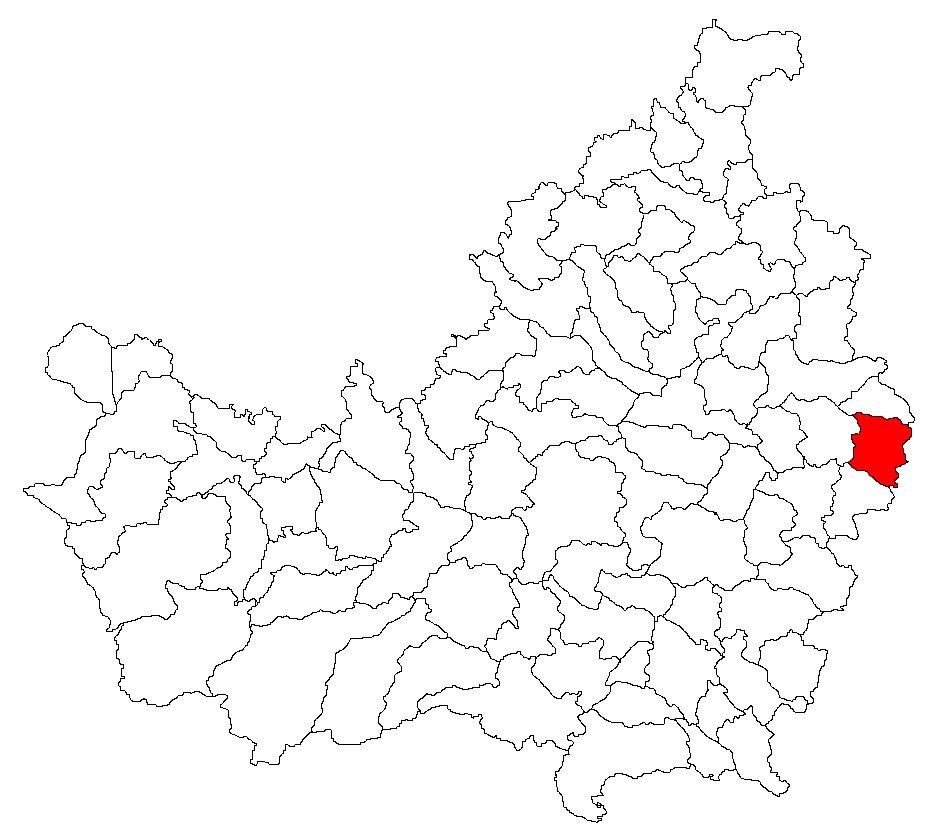
Lage der Gemeinde Cătina im Kreis Cluj

Die Gemeinde Cătina liegt im Siebenbürgischen Becken im Osten des Kreises Cluj. An der Kreisstraße (Drum județean) DJ 161F befindet sich das Gemeindezentrum etwa 40 Kilometer südöstlich von der Stadt Gherla (Neuschloss) und 60 Kilometer östlich von der Kreishauptstadt Cluj-Napoca (Klausenburg) entfernt.

## Geschichte
Der Ort Cătina wurde nach unterschiedlichen Angaben 1310 oder 1327 urkundlich erwähnt. Die eingemeindeten Dörfer Hagău (ungarisch Hágótanya), Hodaie und Valea Caldă (ung. Melegvölgyitanya) waren bis 1956 Weiler des heutigen Gemeindezentrums.
Eine Besiedlung der Region deutet nach einem archäologischen Fund, einer Grabstätte mit einer Körperbestattungen in gekauerter Position, auf dem Areal von den Einheimischen Piscul lung (Hosszúbérg) des eingemeindeten Dorfes Feldioara (ungarisch Melegföldvár), bis in die Kupfersteinzeit zurück. Mehrere archäologische Funde wurden hier auf dem Gebiet des Dorfes Feldioara gemacht. Auf dem Berg Dealul Cetății und Ciurgău des Dorfes Feldioara wurden bei Grabungen Siedlungen aus der Bronzezeit gefunden.
1332 wird in Cătina ein katholischer Pfarrer erwähnt und das eingemeindete Dorf Feldioara gehörte im Mittelalter der ungarischen Adelsfamilie Földvári.
Im Königreich Ungarn gehörte die heutige Gemeinde zum Teil dem Stuhlbezirk Mocs in der Gespanschaft Klausenburg und zum Teil dem Stuhlbezirk Szamosújvár in der Gespanschaft Szolnok-Doboka, anschließend den historischen Kreisen Cluj und Someș, und ab 1950 dem heutigen Kreis Cluj an.

## Bevölkerung
Die Bevölkerung der Gemeinde entwickelte sich wie folgt:
| 1850 | 2.232 | 1.601 | 489 | 8 | 134           |
| 1920 | 3.026 | 2.082 | 799 | 2 | 143           |
| 1956 | 4.138 | 3.151 | 957 | – | 30            |
| 2002 | 2.203 | 1.668 | 459 | – | 76            |
| 2011 | 1.993 | 1.528 | 347 | – | 118 (Roma 80) |
| 2021 | 1.567 | 1.174 | 225 | – | 168 (Roma 69) |

Seit 1850 wurde auf dem Gebiet der heutigen Gemeinde die höchste Einwohnerzahl und gleichzeitig die der Rumänen und der Magyaren 1956 ermittelt. Die höchste Bevölkerungszahl der Roma (131) wurde 1850 und die der Rumäniendeutschen (20) 1910 registriert.
Die Hauptbeschäftigung der Bevölkerung ist die Landwirtschaft, Vieh- und Fischzucht.

## Sehenswürdigkeiten
- Im Gemeindezentrum die römisch-katholische Kirche Sf. Treime, Duminica Tuturor Sfinților,[9] 1796 errichtet, steht unter Denkmalschutz.[7]
- Die im 16. Jahrhundert in Cătina errichtete reformierte Kirche wurde 1817[4] mit der heutigen ersetzt.[10]
- Auf dem Areal der Gemeinde befindet sich der etwa 60 Hektar große für den Fischfang zugelassene gleichnamige See.[11]

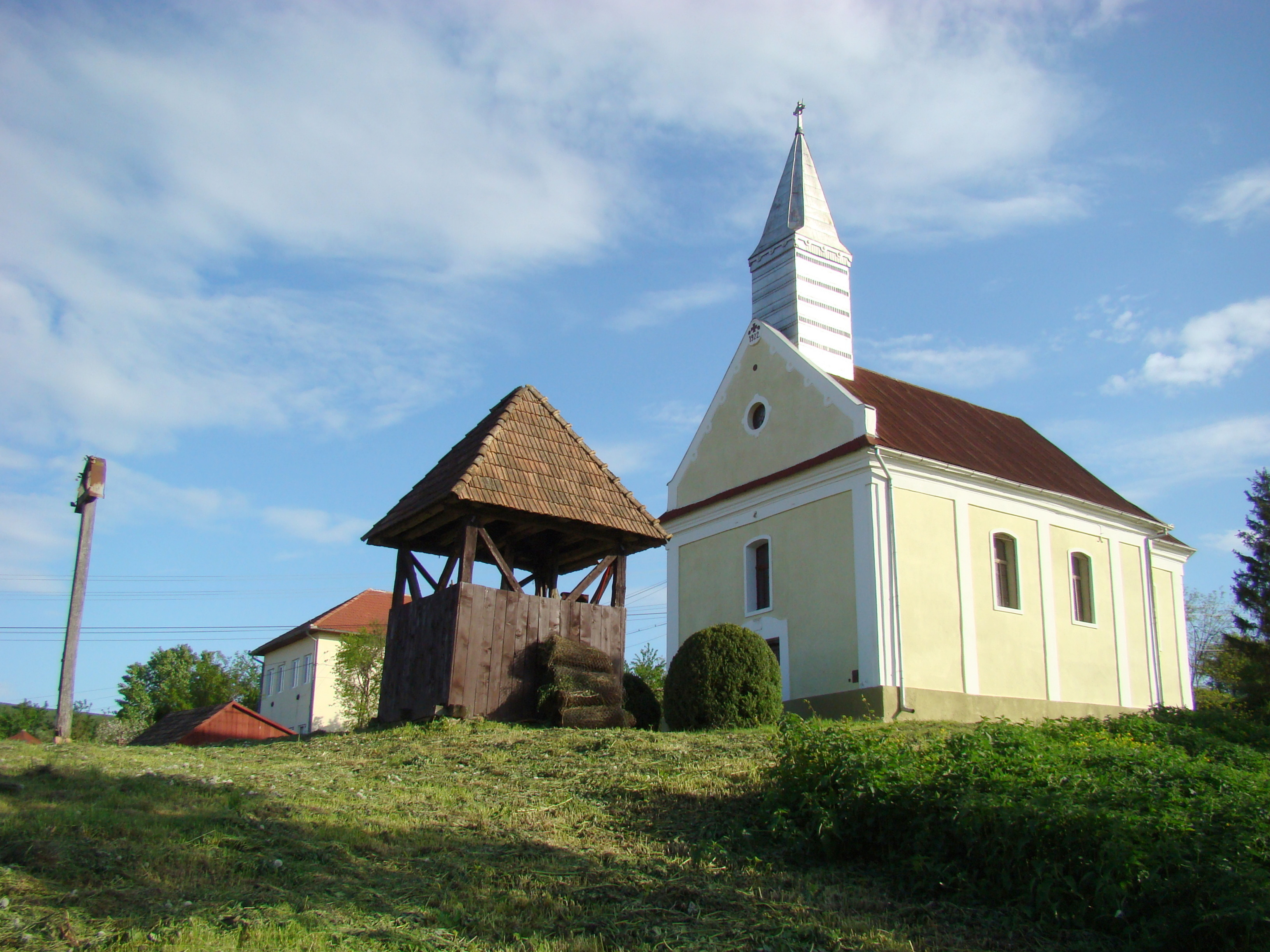
Römisch-katholische Kirche in Cătina
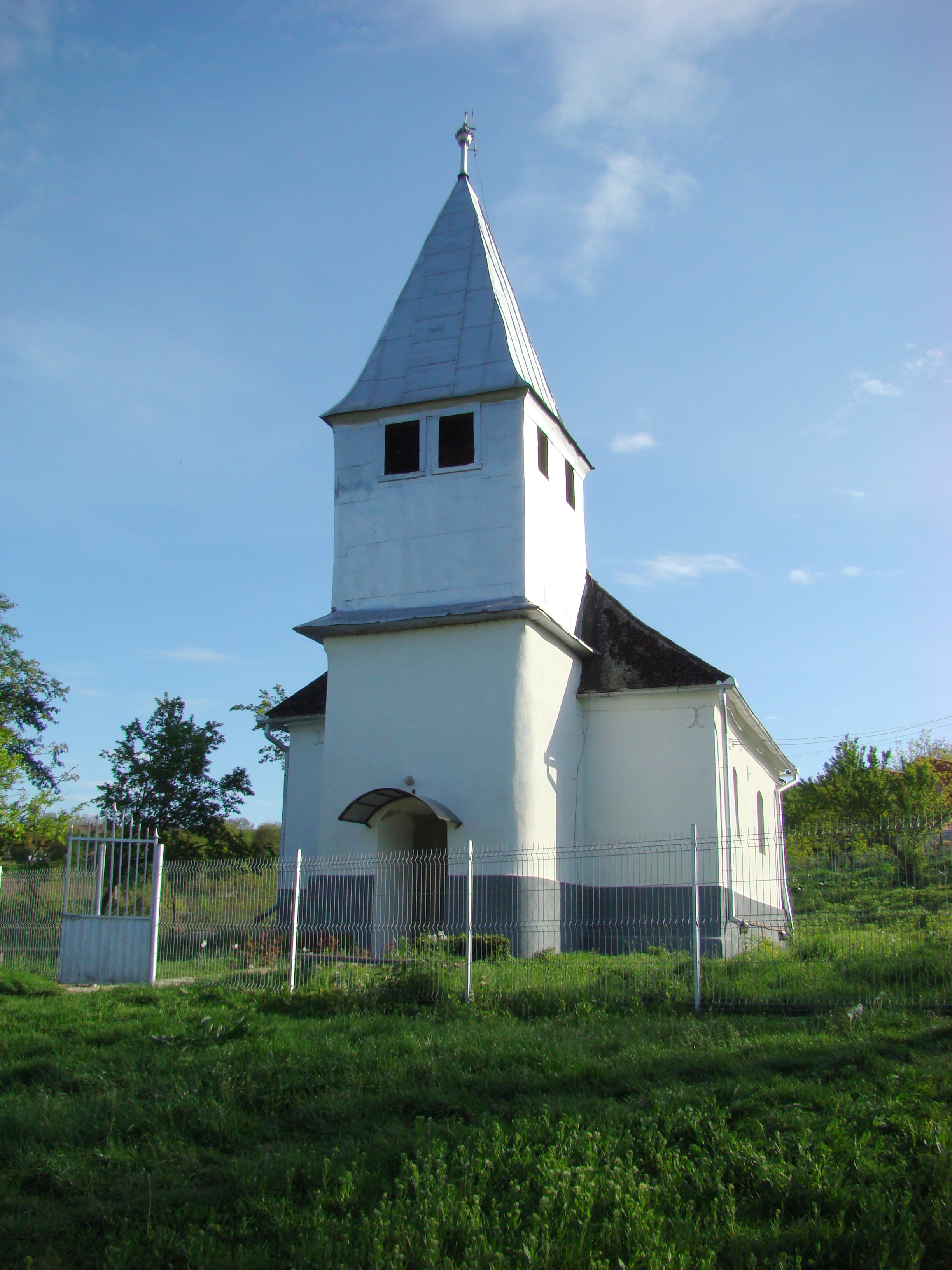
Reformierte Kirche in Cătina
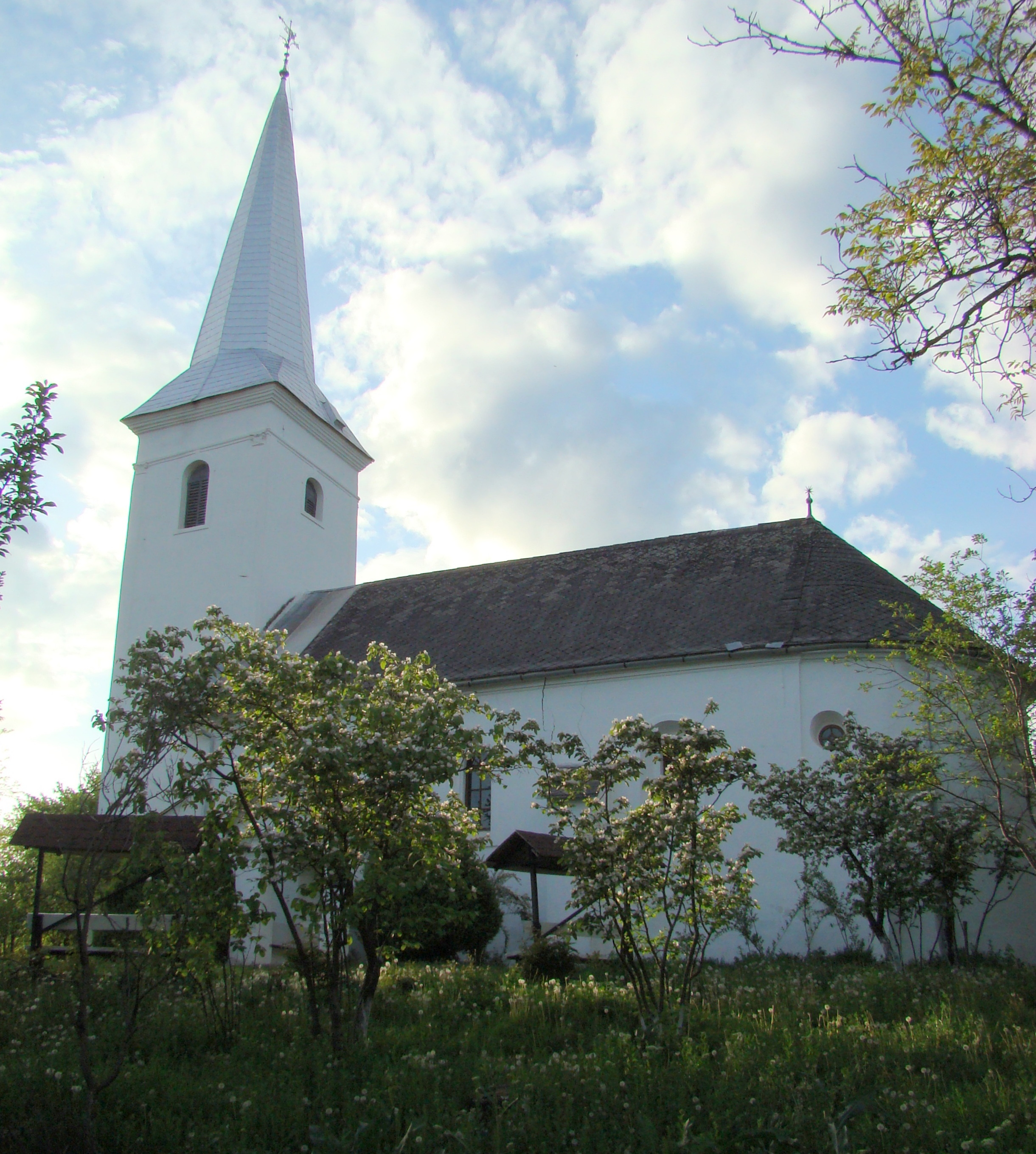
Reformierte Kirche in Feldioara
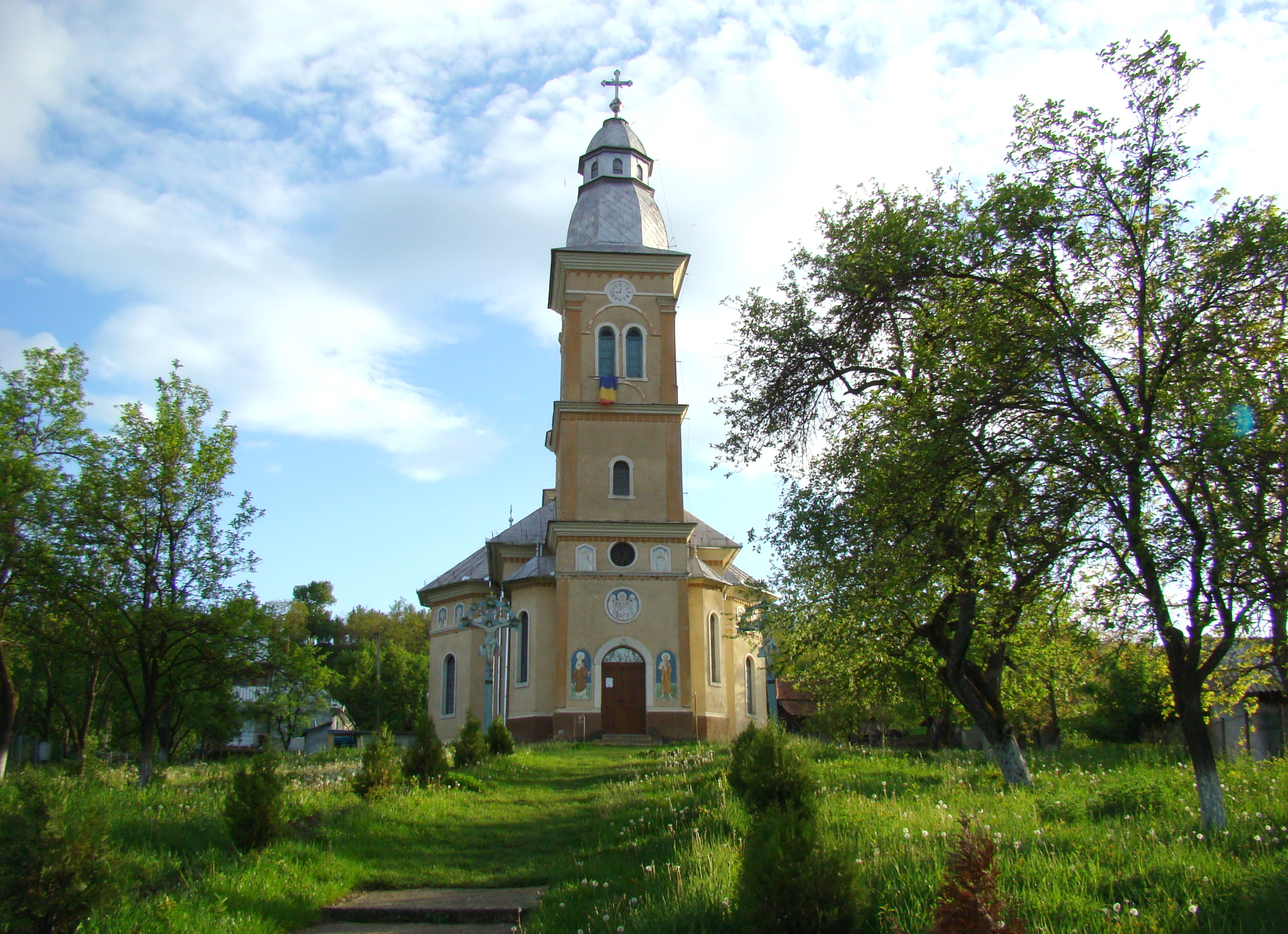
Orthodoxe Kirche in Feldioara
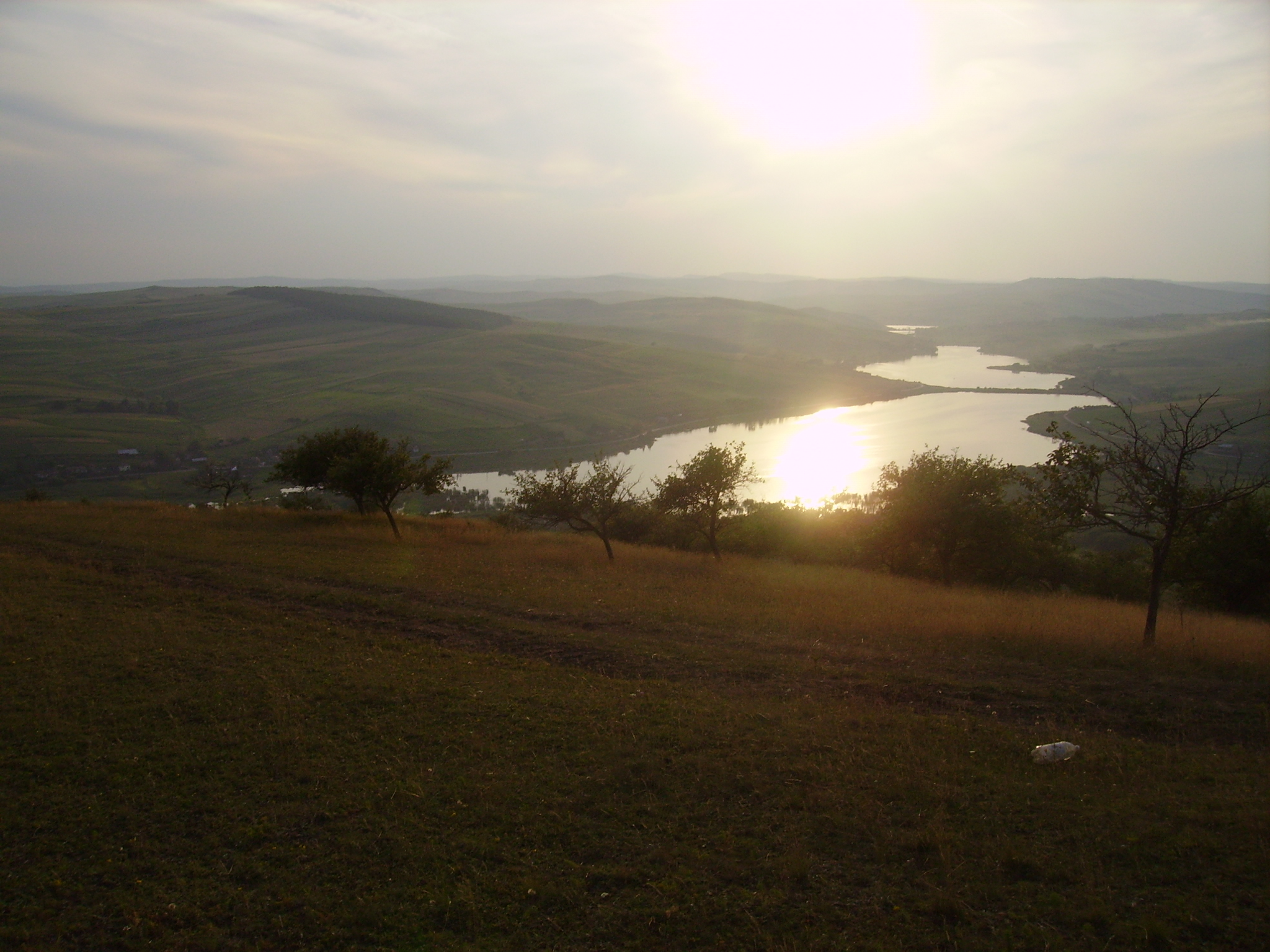
Blick auf den Cătina-See

## Persönlichkeiten
- Jenő Barcsay (1900–1988), Maler und Grafiker